# Éric de Grolier
Éric de Grolier (né à Paris en 1911 et mort à La Roche-sur-Yon en 1998) est un éditeur, traducteur, chercheur en linguistique et en scientométrie français, considéré comme le père fondateur des sciences de l'information.

## Biographie
Né d'un père homme de lettres et d'une mère peintre, Éric de Grolier travaille dès l'âge de 16 ans comme apprenti à la librairie Joseph Gibert à Saint-Michel où il se découvrira une passion pour la classification dont il deviendra l'un des grands spécialistes. Parallèlement, il suit des séminaires de philosophie à la Sorbonne, et à l’École pratique des hautes études des séminaires d’histoire économique et sociale. À 18 ans, en 1929, il obtient le diplôme d'édition et de librairie du Cercle de la librairie. En 1930, l'année suivante, il épouse Georgette Ocasiano qui lui fera découvrir le monde des bibliothèques et de la documentation. Ils deviennent le couple le plus actif et le plus militant de l’entre-deux-guerres dans le développement de la culture publique et de la documentation.
Entre 1930 et 1933, Éric réalisera les trois catalogues d'exclusivités Hachette en utilisant la méthode du « catalogue-dictionnaire », ancêtre de Biblio : catalogue dans lequel se succèdent en un seul ordre alphabétique des vedettes retenues pour : le catalogue alphabétique par noms d'auteurs, le catalogue alphabétique par titre et le catalogue alphabétique des sujets ; ainsi les références d'un ouvrage apparaissent au moins 3 fois au sein de ce catalogue. Ils découvrent, grâce à Charles Bayle, le BBF (Bureau bibliographique de France) où ils rencontreront Eugène Morel, président du BBF à partir de 1930 et qui jouera un rôle considérable dans leur vie. En 1936, les de Grolier créent l'Association pour le développement de la lecture publique (ADLP). L'ADLP organise l'année suivante, en 1937, sa première conférence sur des thèmes chers au couple : la psychologie et la sociologie de la lecture et la formation professionnelle du bibliothécaire.
En 1952, il obtient un diplôme un documentation à l'Institut national des techniques de la documentation.

## Principales publications
- Le Guide du bibliophile et du libraire, volume 4, Paris, Gibert jeune, 1950[6].
- La Formation professionnelle des documentalistes et des bibliothécaires, rapport pour l'Union française des organismes de documentation, 1941[6].